# Parachlorissa acutangula
Parachlorissa acutangula là một loài bướm đêm trong họ Geometridae.